# Dinocheirus validus
Dinocheirus validus är en spindeldjursart som först beskrevs av Banks 1895.  Dinocheirus validus ingår i släktet Dinocheirus och familjen blindklokrypare. Inga underarter finns listade i Catalogue of Life.